# برنت كوسولوفسكي
برنت كوسولوفسكي (مواليد 22 أغسطس 1964) هو ملاكم كندي، مثّل بلاده في الألعاب الأولمبية الصيفية 1988.

## روابط خارجية
برنت كوسولوفسكي على موقع بوكس ريك (الإنجليزية) (registration required)
- برنت كوسولوفسكي على موقع أوليمبيديا (الإنجليزية)
- برنت كوسولوفسكي على موقع اتحاد ألعاب الكومنولث (مؤرشف) (الإنجليزية)